# دبور الطين الباني
الدبور الخزاف أو دبور الطين أو تحت فصيلة الزنابير إيومينيني (الاسم العلمي: Eumeninae)، هي مجموعة كبيرة تحتوي على ما يقرب 200 جنسًا من الفصيلة الزنبورية، وتضم الغالبية العظمى من أنواعها. الأغلبية الساحقة من الدبابير الطينية هي حشرات مفترسة تعمل بشكل انفرادي والقليل منها يعيش في مجتمع بدائي. تفترس دبابير الطين الباني على يرقات حرشفيات الأجنحة، وعدد قليل منها يفترس يرقات خنافس الناصعات وخنافس الأوراق والخنافس السوسية الحقيقية. تشتهر أنواعها ببناء أعشاشها من الطين على شكل الأواني الخزفية وتلصقها بالحوائط وأفرع الأشجار وما شابه، لكن معظم أنواعها تحفر أو تستغل تجاويف في التربة أو الخشب أو حتى أعشاش النحل والدبابير المهجورة، بينما تستخدم أنواع أخرى جوف ساق النباتات والعفصات. ويعتقد أن الأمريكيون الأصليون استلهموا تصاميمهم الفخارية من أعشاش الدبور الطيني. عموما تكون أعشاش الإناث أكبر حجما وأكثر تخزينا للمواد الغذائية من أعشاش الذكور. وكما هو حال باقي الزنبوريات، تعلق الدبابير الطينية بيضها من السقف على ساق رقيقة وتودعها في العش قبل اغلاقه. وخلافا للعائلات (Crabronidae) و(Sphecidae)، يبني دبور الطين أعشاشه من الطين المجفف والمياه. وتستخدم بعض أنواعه المواد النباتية الممضوغة بدلا من الطين حجم الذكور أصغر وفترة نموها أقصر من الإناث. والحشرة الكاملة لهذا الدبور لونها أسود أو بني، وتتميز بأنماط متناقضة لافتة للنظر بين الأصفر والأبيض والبرتقالي، أو الأحمر (أو خليط منهما)، بينما تتميز أنواع أخرى، خصوصا في المناطق الاستوائية، بألوان خلفية خافتة أو قوية تعكس الضوء الأزرق أو الأخضر المعدني. تنتشر بشكل واسع في آسيا وأفريقيا. تزور العديد من أنواع الزهور لشرب رحيقها الذي يوفر لها الطاقة للطيران. ويصل طول لسانها ل 4 مم. وتساهم في تلقيح نباتات معينة. وتوجد علاقة غريبة بين القراديات ودبور الطين، حيث يستوعبها هذه الأخير في جيب خاص في قاعدة بطنه. وتنقلها الذكور إلى الإناث أثناء التزاوج والتي نقلها بذاتها إلى العش حيث تتغذى على اليرقات دون أن تتسبب في ضرر واضح. لم يجد علماء الحشرات مغزى لهذه العلاقة وإذا كانت تفيد الدبابير في شيء.